# Tranexamsyra
Tranexamsyra är en syntetisk analog av aminosyran lysin. Tranexamsyra motverkar fibrinolys genom att hämma aktivering av plasminogen. Substansen används medicinskt för att behandla vissa blödningstillstånd, eller tillstånd där risken för blödning är ökad. Till exempel används tranexamsyra för blödningskontroll efter vissa kirurgiska ingrepp (t.ex. prostatektomi, tandkirurgi). Tranexamsyra används också för behandling av menorragi. Ett annat användningsområde är att motverka effekten av trombolysbehandling. Tranexamsyra används också för behandling av det ovanliga ärftliga sjukdomstillståndet hereditärt angioödem.